# Pravind Jugnauth
Pour les articles homonymes, voir Jugnauth.
Pravind Kumar Jugnauth, né le 25 décembre 1961 à Vacoas-Phœnix, est un homme d'État mauricien. Chef de file du Mouvement socialiste militant (MSM), il est le Premier ministre de Maurice de 2017 à 2024.
Il est ministre des Finances de 2003 à 2005, puis de 2009 à 2011 et de 2016 à janvier 2017, date à laquelle il devient Premier ministre de Maurice en succédant à son père.

## Famille
Pravind Jugnauth est le fils de Sir Anerood Jugnauth et de Lady Sarojini Jugnauth (née Ballah).

## Biographie

### Jeunesse, études, débuts en politique
Pravind Jugnauth est né le 25 décembre 1961 à Vacoas-Phœnix.
Après avoir fréquenté l’école primaire de Glen Park à Vacoas, il fait ses études secondaires au collège royal de Curepipe.
Il est diplômé de droit à l'université de Buckingham et de l'université d'Aix-Marseille.
Après avoir rejoint le MSM en 1987 il est élu conseiller municipal à la mairie de Vacoas-Phoenix en 1996.

### Postes politiques importants
Pravind Jugnauth devient vice-Premier ministre à la suite des élections législatives mauriciennes de 2010.
En septembre 2014, Pravind Jugnauth est nommé chef de l'opposition, en remplacement de Paul Bérenger, et en décembre de la même année, il est nommé ministre de la Technologie dans le gouvernement de son père, Anerood Jugnauth, avant de redevenir ministre des Finances en 2016.

### Premier ministre
Le 23 janvier 2017, il prête serment devant la présidente de la République comme nouveau Premier ministre, illegalement selon la constitution en remplaçant son père, démissionnaire. On accusera Pravind Jugnauth de ne pas être un Premier ministre légitime ou encore d'être un Premier ministre imposteur, car c'est son pere qui a ete elu par le peuple.[réf. nécessaire]
Le 9 mars 2018, il annonce à la presse que la présidente Ameenah Gurib-Fakim, mise en cause par la presse locale pour un présumé scandale financier, démissionne peu après les célébrations du 50e anniversaire de l'indépendance du 12 mars et avant la rentrée parlementaire fixée à la fin du mois. Toutefois, le 14 mars, Ameenah Gurib-Fakim annonce qu'elle réfute tout en bloc et se dit déterminée à se défendre devant la justice. Finalement, elle présente sa démission le 17 mars.
Son pere Anerood remporte la majorité aux élections législatives de 2019, ce qui lui donne la possibilité de rester Premier ministre pour cinq années de plus, mais certains l'accusent d'avoir truqué les élections[réf. nécessaire]. Il constitue un nouveau gouvernement le 12 novembre 2019 dont il est le Premier ministre ainsi que ministre de l'Intérieur et de la Défense.
Le 15 janvier 2020, Pravind Jugnauth est présent à Londres pour assister à un sommet sur les investissements du Royaume-Uni en Afrique. Il s'entretient avec les chefs des gouvernements d'Afrique du Sud, du Kenya, de Côte d'Ivoire et du Mozambique. Il déclare que « Port-Louis étudiait la possibilité d'entamer des poursuites contre des responsables britanniques devant la Cour pénale internationale pour crime contre l'humanité », écrit IonNews[réf. nécessaire].
Le 11 novembre 2024, il reconnaît la défaite de son parti aux élections législatives de la veille.

### Enquête pour blanchiment d'argent
Le 16 février 2025, Pravind Jugnauth est arrêté dans le cadre d'une enquête pour blanchiment d'argent. Les policiers ont également saisi des liasses de billets à son domicile. Les enquêteurs ont perquisitionné le domicile d'un autre suspect et ont trouvé des documents portant les noms de Pravind Jugnauth et de sa femme Kobita Jugnauth, des montres de luxe et des liasses de billets. Il est libéré peu après sous conditions.

### Vie privée
Marié à Kobita Ramdanee depuis 1992, Pravind Jugnauth est père de trois filles.